# Triplice Intervento
L'Intervento Tripartito o Triplice Intervento (三国干渉?, Sangoku Kanshō) (cinese: 三國干涉 Sāngúo gānshè) fu un intervento diplomatico compiuto da Impero russo, Germania e Francia il 23 aprile 1895 sui termini del Trattato di Shimonoseki firmato tra il Giappone e la Cina della dinastia Qing, che pose fine alla prima guerra sino-giapponese.

## Trattato di Shimonoseki
In base ai termini del Trattato di Shimonoseki, al Giappone era stata concessa la Penisola di Liaodong compresa la città portuale di Port Arthur, che esso aveva conquistato dalla Cina. Immediatamente dopo che i termini del trattato furono diventati pubblici, la Russia — con i propri progetti e la propria sfera di influenza in Cina — espresse preoccupazione circa l'acquisizione giapponese della Penisola di Liaodong ed il possibile impatto dei termini del trattato sulla stabilità della Cina. La Russia persuase allora la Francia e la Germania ad esercitare pressioni diplomatiche sul Giappone per la restituzione del territorio alla Cina, in cambio di un maggiore indennizzo.

## Le potenze europee
La Russia era quella che aveva da guadagnare di più dal Triplice Intervento. Negli anni precedenti, infatti, essa era andata lentamente accrescendo la sua influenza in Estremo Oriente. La costruzione della Ferrovia Transiberiana e l'acquisizione di un porto in acque calde (e quindi libero dai ghiacci) avrebbe consentito alla Russia di consolidare la sua presenza nella regione e di espandersi ulteriormente in Asia e nel Pacifico. La Russia non si era aspettata che il Giappone sarebbe uscito vittorioso contro la Cina. Port Arthur cadendo in mani giapponesi avrebbe minacciato il suo desiderio di ottenere per sé un porto più a sud di Vladivostok.
La Francia fu obbligata ad unirsi alla Russia in base al trattato del 1892. Sebbene i banchieri francesi avessero effettivamente interessi finanziari in Russia (specialmente nelle ferrovie), la Francia non aveva ambizioni territoriali in Manciuria, dal momento che la sua sfera di influenza era nella Cina meridionale (vedi guerra franco-cinese). I francesi in realtà avevano relazioni cordiali con i giapponesi: consiglieri militari francesi erano stati inviati ad addestrare l'Esercito imperiale giapponese e numerose navi giapponesi erano state costruite in cantieri francesi. Tuttavia, la Francia non desiderava essere isolata diplomaticamente, come era accaduto in precedenza, specialmente data la crescente potenza della Germania.
La Germania aveva due ragioni per sostenere la Russia. Primo, attirare l'attenzione della Russia stessa ad est e lontano da sé. Secondo, procurarsi l'appoggio della Russia nello stabilire le concessioni territoriali tedesche in Cina. La Germania sperava che il sostegno alla Russia avrebbe incoraggiato quest'ultima, a sua volta, a sostenere le ambizioni coloniali della Germania, che erano particolarmente frustrate, dal momento che la Germania si era da poco costituita come nazione unificata ed era quindi arrivata tardi al "gioco" coloniale.

## Conclusione
Il governo giapponese acconsentì con riluttanza all'intervento, in quanto l'intercessione diplomatica britannica ed americana non era disponibile, ed il Giappone non era assolutamente in condizione di resistere militarmente alle tre maggiori potenze europee. Il 5 maggio 1895, il primo ministro Hirobumi Ito annunciò il ritiro delle forze giapponesi dalla Penisola di Liaodong in cambio di un indennizzo addizionale di 30 milioni di kuping tael (450 milioni di yen). Le ultime truppe giapponesi partirono a dicembre.
Con grande stupore e costernazione del Giappone, la Russia si mosse quasi immediatamente per occupare l'intera Penisola di Liaodong e specialmente per fortificare Port Arthur. La Germania, la Francia e perfino la Gran Bretagna approfittarono della Cina indebolita per impadronirsi con vari pretesti di città portuali ed espandere così le loro sfere di influenza.
Questa umiliazione per mano delle potenze europee contribuì a diffondere in Giappone l'ideologia Gashin Shōtan o "Perseverare attraverso la sofferenza (per amore della vendetta)", attraverso la quale le energie dell'intera nazione furono mobilitate in un grande sforzo collettivo per accrescere l'industria pesante e la potenza delle forze armate, specialmente la marina, a spese dei desideri e dei bisogni individuali. Fu anche una causa diretta della guerra russo-giapponese (1904–05) ed, in misura minore, dell'entrata giapponese nella prima guerra mondiale.